# إليزابيث بارنز
إليزابيث بأرزن فيلسوفة أمريكية تعمل في الفلسفة النسوية والميتافيزيقا والفلسفة الاجتماعية والأخلاق.  كانت بأرزن أستاذة الفلسفة في قسم كوكورنا للفلسفة بجامعة فيرجينيا.

## السيرة الذاتية
وُلِدت بأرزن في أشفي بولاية نورث كارولينا، ونشئت حول شارلوت بولاية نورث كارولينا. حصلت بأرزن على درجة البكالوريوس من كلية دي فيدسون،  حيث تخرجت بامتياز مع مرتبة الشرف، ودرجة الماجستير والدكتوراه من جامعة سانت أندروز ودرست تحت إشراف كاثرين هالي ودانييل نولان.  بعد تخرجها من جامعة سانت أندروز، شغلت بارزن مناصب في قسم الفلسفة في جامعة ليدز منذ عام 2006، قبل أن ينضم إلى هيئة التدريس في فيرجينيا في عام 2014.  في عام 2012، أصبحت رئيسة تحرير مجلة بوصلة الفلسفة نشرت بأرزن في مجالات مختلفة في الفلسفة، وحررت مجلدًا بعنوان Current Controversies in Metaphysics، والذي تم نشره مع روت ليدج في عام 2015.   في عام 2016، تم نشر كتابها The Minority Body مع مطبعة جامعة أكسفورد. . في الكتاب، يتحدى بارتيز وجهة نظر الإعاقة الشائعة في الفلسفة التحليلية، بحجة أنها في الأساس ظاهرة اجتماعية.  وتقول إن الأشخاص ذوي الإعاقة ليسوا في جوهرهم أسوأ حالًا بسبب الإعاقة، على الرغم من أن الإعاقة يمكن أن تكون، بمعنى مقيد، ضررًا

## الحياة الشخصية
وهي متزوجة من الفيلسوف الإسكتلندي روس كاميرون.  التقى الاثنان في سانت أندروز، وكان كاميرون أيضًا أستاذًا في فرجينيا. .

## منشورات مختارة

### الكتب
- جسم الأقلية: نظرية.الإعاقة. أكسفورد.مطبعة جامعة أكسفورد (2016)
- الخلافات الحالية في الميتافيزيقيا لندن روت ليدج (2015)

### المقالات
- «الذهاب إلى ما وراء الأساسيات: النسوية في الميتافيزيقيا المعاصرة»، وقائع المجتمع الأرسطي 114 (3)، ص 335–51.(2014)
- «تقييم الإعاقة، التسبب في الإعاقة»، الأخلاقيات 125 (1)، ص 88 - 113.(2014)
- «عدم التعيين الأساسي»، الفلسفة التحليلية 55 (4)، ص 339-62.(2014)

«وجود غير محدد ميتافيزيقيًا»، دراسات فلسفية 166، ص 495-510.(2013)
الظهور والأساسيات"، العقل 121 (484)، ص 873-901.(2012)
«العودة إلى المستقبل المفتوح».  وجهات نظر فلسفية: الميتافيزيقا (25)، ص 1-26.  (مع روس كاميرون)(2011)
«نظرية الحتمية الميتافيزيقية»، دراسات أكسفورد في الميتافيزيقيا (6)، الصفحات 103-48.  (مع جي آر جي ويليام)(2011)
الرد على أكوند دراسات أكسفورد في الميتافيزيقيا (6) (بالاشتراك مع جي آر جي ويليام)(2011)
«الغموض الوجودي: دليل للحائرين»، رقم 44 (4)، ص 607–27.(2010)
«الحجج ضد الحتمية الميتافيزيقية».  بوصلة الفلسفة (5)، ص 953-64.(2010)
«الإعاقة والتفضيل التكيفي»، وجهات نظر فلسفية 23 (1)، ص 1 - 22.(2009)
«الأجزاء الغامضة والهوية الغامضة»، فلسفية فصلية 90 (2)، الصفحات من 176 إلى 87.  (مع جي آر جي ويليام)(2009)
«المستقبل المفتوح: ثنائية التكافؤ، الحتمية، وعلم الوجود»، دراسات فلسفية 146 (2)، ص 291-309.  (مع روس كاميرون)(2009)
«الإعاقة والأقليات والاختلاف»، مجلة الفلسفة التطبيقية 26 (4)، ص 337 - 55.(2009)
«الاحتمالية، والهوية، والنظراء: إيفان أعيد النظر فيها»، التوليف 168 (1)، ص 81-96.(2008)
«الغموض والتحكم: ميريك في التكوين»، العقل 116 (461)، الصفحات 105-13(2007)
«الغموض في التناثر: دراسة في أنطولوجيا الملكية» تحليل 65(4)، ص 315 - 21.